# جينتاراس ليونافيشيوس
جينتاراس ليونافيشيوس (بالليتوانية: Gintaras Leonavičius)‏ مواليد 29 أكتوبر 1983 في بانيفيزيس، ليتوانيا، هو لاعب كرة سلة ليتواني. بدأ مسيرته الاحترافية في سنة 2002. يحمل الرقم 9. يبلغ طوله 6 قدم 4.5 بوصة (1.9 م).

## المسيرة الاحترافية
لعب مع نادي ليتكابليس لكرة السلة في موسم 2002–2003، ثم لعب مع نادي نفيجيس لكرة السلة من سنة 2007 إلى 2009، ثم لعب مع نادي ساكالي لكرة السلة في موسم 2009–2010، ثم لعب مع نادي ليتكابليس لكرة السلة في موسم 2010–2011، ثم لعب مع نادي بيناس ويسكا لكرة السلة في الدوري الإسباني في موسم 2011–2012، ثم لعب مع نادي بريوغان لكرة السلة في موسم 2012–2013.

## روابط خارجية
- جينتاراس ليونافيشيوس على موقع كرة السلة الأوروبية.كوم (الإنجليزية)
- جينتاراس ليونافيشيوس على موقع ريلجم (الإنجليزية)
- جينتاراس ليونافيشيوس على موقع بروبوليرز (الإنجليزية)
- جينتاراس ليونافيشيوس على موقع سبورتس رفرنس (الإنجليزية)